# Срница
Срница (буг. Сърница) градић је у историјско-географском региону Чеч у Пазарџичкој области, у југоисточном делу Бугарске. Срница је добила статус града 2003. године.
2006. године Срница је имала 3.607 становника. Готово сви становници су муслимански Помаци.
Срница је сачувала аутентичну атмосферу са старом архитектуром, због чега расте као туристички центар. У граду постоје три џамије.